# 圣胡安 (贝拉瓜斯省)
圣胡安是巴拿马贝拉瓜斯省圣弗朗西斯科区的一个城市，2010年是人口为1,591。 该市2000年时人口为3,797，1990年时人口为4,028。